# Port lotniczy El Calafate
Port lotniczy El Calafate (hiszp: Aeropuerto International de El Calafate - Comandante Armando Tola, kod IATA: FTE) – lotnisko w argentyńskiej prowincji Santa Cruz położone w odległości 23 km od miejscowości El Calafate. Obsługuje linie lotnicze: Aerolíneas Argentinas, LAN Argentina oraz LADE.
Otwarte zostało w listopadzie 2000, zastępując przestarzałe lotnisko Lago Argentino Airport (ING/SAWL). Dla turystów stanowi „bramę” do parku narodowego Los Glaciares. Zostało zaprojektowane przez Carlosa Otta, architekta z Urugwaju. W 2007 obsłużyło ponad 400 tys. pasażerów.
Jest zarządzane, w części cywilnej, przez firmę London Supply.

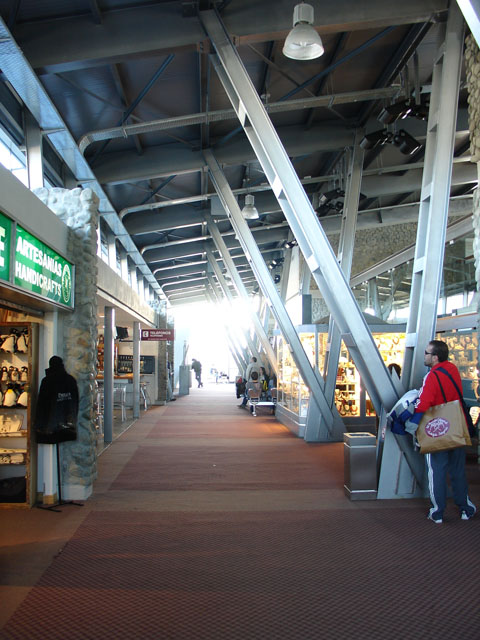
Terminal pasażerski, sala odlotów

## Linie lotnicze i połączenia
- Aerolíneas Argentinas (Buenos Aires-Ezeiza, Buenos Aires-Jorge Newbery, Córdoba, Ushuaia)